# Шан Цзун
Шан Цзун (англ. Shang Tsung, кит. 尚宗) — вымышленный персонаж вселенной Mortal Kombat. Могущественный колдун, способности которого заключаются в поглощении душ сильнейших бойцов и превращении в их аналоги. Бывший ученик Шао Кана.

## Развитие персонажа

### Mortal Kombat(1992)
Шан Цзун был боссом игры Mortal Kombat, который метал огненные шары (до трёх сразу) и умел превращаться в любого другого бойца (кроме Рептилии). Он являлся наместником Императора Внешнего мира в Земном царстве. 1000 лет назад он внезапно прерывает турнир Шаолиньских монахов и объявляет о начале турнира Смертельной битвы, если земляне десять раз подряд проиграют, то их планету захватит Внешний мир. Но его сумел победить Великий Кун Лао, тем самым став Чемпионом Священного турнира. В ответ на это колдун вызывает на помощь принца из расы Шокан — Горо. Горо на следующем турнире отбирает титул Чемпиона вместе с жизнью у Кун Лао, и побеждает в последующих девяти турнирах, тем самым приблизив завоевание Земли Внешним миром. Но положение спасает Джони Кейдж, который в решающей схватке побеждает Горо. Разъярённый своим поражением, Шан Цзун тщетно попытался убить Лю Кана, но проиграл бой и сбежал во Внешний мир.

### Mortal Kombat II
В МК2 он стал обычным бойцом, но с теми же приёмами. Проиграв турнир на Земле, колдун просит своего императора Шао Кана сохранить ему жизнь, в обмен он предлагает новый план. Если они потребуют проведения турнира на территории Внешнего мира, то земляне не смогут отказаться. Шао Кан соглашается со своим советником и возвращает ему молодость. Для того, чтобы заставить воинов Земли пойти за ними, они похищают Соню Блейд и Кано, участвовавших в последнем турнире, но решив, что этого мало, приказывают ордам Таркатанов уничтожить академию Ву Ши, где учился Лю Кан. Земные защитники отправляются во Внешний мир, и на этот раз Чемпион Смертельной битвы сумел одолеть уже и императора, поставив колдуна в нелёгкое положение. На этот раз победа также оказалась в руках землян.

### Mortal Kombat 3/Ultimate Mortal Kombat 3/Mortal Kombat Trilogy
В МК3 Шан Цзун получил новый приём — извержение вулкана. В этот раз колдун предлагает своему хозяину последнюю попытку захвата Земного Царства. По этому плану Шан Цзун вместе с теневыми жрецами должен воскресить королеву Шао Кана — Синдел на территории Земли. Таким образом Шао Кан мог легко потребовать у землян свою королеву и ввести туда свою армию, после чего миллиарды человеческих душ стали бы собственностью императора. Теперь Шан Цзун смог восстановить свою репутацию перед своим хозяином. Но Райдэн, бог-защитник Земли, сохранил души избранных воинов во главе с Лю Каном. В решающей жестокой схватке Чемпион турнира в очередной раз одолел Шао Кана и прогнал с Земли его армию. Именно с этого момента колдун потерял всякое доверие Шао Кана и теперь он прячется от гнева Императора Внешнего мира.

### Mortal Kombat: Deception
Лорд Райдэн решил в одиночку остановить колдунов, но те оказались сильнее бога грома и повергли его. Но потом Шан Цзун и Куан Чи начали сражаться между собой за владение амулетом, и Куан Чи с большим трудом победил Шан Цзуна. Но недолго он торжествовал. Внезапно во дворец врывается воскресший король драконов Онага, который также хочет заполучить этот амулет. Забыв о своей вражде Райдэн, Куан Чи и Шан Цзун попытались остановить монстра, но тот оказался намного сильнее их троих. Поняв, что Онагу нельзя победить, Райдэн высвобождает свою божественную сущность, которая полностью уничтожает дворец Шан Цзуна. Но его акт самопожертвования оказался напрасным, так как Онага не получил никакого повреждения. Шан Цзун же гибнет при взрыве.

### Mortal Kombat: Armageddon
Душа Шан Цзуна переродилась во Внешнем Мире. Перед ним стояли Шао Кан и принц Горо. Император не был мёртв, его сила оказалась сильнее смерти. Столетия назад колдун заверил свою душу Императору и тот залог связывал их даже вне смерти. Все, кто дал клятву Кану, должны были вернуться к нему вновь.
Шан Цзун нужен был ему, чтобы вновь вернуть Трон Внешнего Мира. Для осуществления этого плана Император даровал колдуну новое тело, но Шан Цзун был слишком слаб — ему нужны были смертные души, чтобы полностью излечиться и укрепить свою новую плоть. Он находит их в Лэй Чэне, городе Внешнего Мира. Колдун поглощал силы жизни каждого из крестьян, которых одним за другим убивали Кан и Горо. Шан Цзун был полностью перерожден и вновь воссоединился со своими силами.
Вместе они захватили эденийскую цитадель, а все, кто стояли у них на пути, были жестоко убиты. Шао Кан вернул свою власть и снова стал Императором, а Шан Цзун вновь занял место верховного мага Императора, но теперь его главной задачей стало разорвать ту клятву, что связывала их вместе и получить свободу.
Шиннок и Куан Чи вновь бегут из Нереальности, освобождая перед этим недавно сверженного Короля Драконов и вскоре заключают союз с Императором и Шан Цзуном. Заклятые враги объединяют силы и собирают армию Тьмы для последнего сражения в Эдении. Их главной целью становится помешать Тейвину или другим воинам Света завладеть силой, заключённой в Блэйзе. В противном случае им всем грозила опасность.
В своей концовке в MK: A: После победы над Блэйзом Шан Цзун обнаружил, что получил способность менять других. Шао Кан в гневе из-за того, что не он получил божественную силу огненного элементаля, нападает на колдуна. Но Шан Цзун обращает своего бывшего повелителя в раба-кентавра и становится правителем Внешнего мира.

### Mortal Kombat vs. DC Universe
Концовка в MK vs DCU — Шан Цзун, поражённый способностями Капитана Марвела и разъярённый поражением от него, решает повторить его способности. С помощью крови Марвела, трупов таркатанов и своей магии колдун выводит в своих Ямах плоти расу супертаркатанов, наделённых способностями героя, но в извращённой форме.
Наконец, после столкновения вселенных Шан Цзун наделил армию таркатанов суперспособностями Капитана Марвела. С такой армией Шан Цзун будет непобедим.
Надоедливый апельсин
Он появляется в серии Annoying Orange Vs. Mortal Kombat. Серия начинается с конца битвы, где он добивает Шао Кана ударом ноги. Затем после короткой речи, он недоумевает что происходит, так как ему предстоит очередной бой, где он сражается с Апельсином, и проигрывает (отсылка на Смоука).
Речь звучит именно так:
«Буй-я, я лучший воин в Смертельной Битве, я не могу ждать. Я должен позвонить маме и сказать…» Оригинал: «Boo-Ya, I am the best warrior in Mortal Kombat, I can’t wait. I have to call my mum and say…»
Затем включается анимация, где зритель сразу понимает, что ему предстоит бой с Надоедливым Апельсином.

### Mortal Kombat 11: Aftermath
Шан Цзун, отказавшийся от предложения Кроники работать вместе, был изгнан ею в Пустоту. После победы Лю Кана, ставшего богом, над титанидой, колдун возвращается оттуда вместе с Фуджином и Ночным Волком. В это время часы Кроники начинают трескаться из-за того, что Лю Кан уничтожил её корону, так что Шан Цзун предлагает план — вернуться в прошлое и забрать у хранительницы времени корону до того, как произойдёт её схватка с Лю Каном.
Выжившие герои одобряют план, и Шан Цзун, Фуджин и Ночной Волк возвращаются в прошлое. Под предлогом того, что им не хватает сил для победы над Кроникой и её дочерью, Центрион, колдун заставляет героев помочь ему возродить королеву Синдел, после чего втайне помогает ей и Шао Кану вернуть себе власть над Внешним миром. После того, как Синдел расправляется с Шивой, войска шоканов переходят на сторону старого Кана.
После того, как Синдел и Шао Кан убили Коталь Кана и нанесли огромный урон войскам Земного царства, Шан Цзун сбрасывает маску и обманом получает от Фуджина корону Кроники. Одолев Рейдена, Фуджина и Ночного Волка, колдун вместе с Синдел и Шао Каном попадает в убежище Кроники, где им противостоят ревенанты: Китана, Кун Лао и Джейд. Когда все противники были побеждены, Шан Цзун ударил королеву и Кана в спины, окончательно обнажив своё предательство и поглотив их души, после чего уничтожил и Кронику.
Как только титанида была побеждена, из будущего прибыл Лю Кан, который позволил колдуну победить, дабы его руками получить корону. От того, чью сторону выберет игрок в последней схватке, зависит финал игры.

#### Сторона Лю Кана
Одолев колдуна в бою, Избранный убивает его и создаёт собственную Новую Эру.

#### Сторона Шан Цзуна
Выиграв бой, колдун поглощает душу Избранного, после чего окончательно становится повелителем времени. Финальный ролик демонстрирует Рейдена и Фуджина, начавших прислуживать Шан Цзуну, а также то, что Внешний мир, Преисподняя и Земное царство уже покорены его войсками, на очереди следующие миры.

### Mortal Kombat 1
В новой хронологии молодой Шан Цзун обречен на жалкую участь промышлять шарлатанством. Он принимает помощь извне, чтобы вновь стать великим колдуном.

## Фаталити
- Похититель душ — в МК2 Шан Цзун хватает противника за шею, и вытягивает из него душу, оставляя лишь иссушённый труп. В MK3/UMK3/MKT он поднимает противника в воздух, а затем похищает его душу, останки противника сваливаются в бесформенную кучу. В MKDA он поднимает противника в воздух, бьёт его три раза о землю, при этом каждый раз из противника вылетают части души, которые поглощаются Цзуном, а затем он кидает противника о землю в последний раз и прыгает сверху, выбивая остатки души из врага. В MKvsDCU он опять хватает противника за шею, вытягивает из него душу, но затем он бросает противника лицом о пол и ногой ломает ему спину.
- Превращение — в MK2 Шан Цзун превращается в Кинтаро, и мощным ударом отшибает оппоненту туловище. В MKvsDCU он перевоплощается в противника и в таком виде крадёт у него душу. В MK9 Шан Цзун превращается в клоуна и выстреливает из пистолета, но вместо пули, из него вылетает флажок с надписью «Бум!», после чего Шан Цзун выстреливает оппоненту в голову из настоящего пистолета. Это добивание скопировано с Джокера из Mortal Kombat vs. DC Universe, но тут оно выглядит более жестоко.
- Внутренний взрыв — в MK2 Шан Цзун вселяется в противника. Спустя несколько секунд тело противника раздувается, а затем взрывается, освобождая Шан Цзуна. В MK9 добивание было частично изменено: Шан Цзун также вселяется в противника. Глаза оппонента загораются зелёным светом, и он отрывает себе голову.
- Кровать из шипов — В МК3/UMK3/MKT Шан Цзун призывает шипы, а после бросает противника на них.
- Animality — Шан Цзун превращается в огромную кобру и целиком пожирает противника. (MK3/UMK3/MKT) В новом MK1 тоже превращается в кобру и обвивает противника, после чего откусывает ему голову.
- Babality — в MK2 Шан Цзун превращается в ребёнка с чёрными подгузниками, а шапочка на нём остаётся. В MK3/UMK3/MKT, после превращения в ребёнка, вся одежда на Шан Цзуне остаётся. В MK9, после превращения в ребёнка, Шан Цзун забирает душу у плюшевого мишки, после чего внимательно смотрит по сторонам.

## Комиксы
Шан Цзун играет свою первоначальную роль главного злодея в первой серии комиксов Малибу, Кровь и гром. Шан Цзун представлен со своей предысторией в основном без изменений. Хотя Шан Цзун провёл десятый турнир, он тайно планирует получить силу мистической книги Дао Дэ Чжан, которая предоставляет огромные силы тому, кто решает 7 её загадок. К несчастью для него, Кано крадет книги, а затем исчезает с Горо в воздухе, заставляя его проводить турнир бесконечно, что выводит из себя Шао Кана.

## Киноадаптации
Шан Цзун появляется в мультипликационном сериале «Смертельная битва: Путешествие начинается», где его роль была почти такой же, что и в игре. Здесь Шан Цзун изображается как умеющий читать мысли соперника во время битвы, что позволяет ему прогнозировать их нападения и адаптировать свои стратегии, чтобы использовать самые большие слабости противника. Он также появился в нескольких эпизодах мультсериала «Смертельная битва: Защитники Земли», где был озвучен Нилом Россом.
Шан Цзун является главным злодеем в «Смертельной битве», его сыграл Кэри-Хироюки Тагава. Он регулярно прибегает к запугиванию и хитрости, чтобы попытаться манипулировать результатами турнира, которые в конечном итоге оказались неудачными, так как он был побежден Лю Каном в финальной битве и сброшен на шипы. Шан Цзун появляется в фильме Смертельная битва: Федерация боевых искусств (2000, видео), где проводит бои с соперниками — Sienn, Джакс и Ночной Волк. Ын Чинь Хань исполняет роль Шан Цзуна в фильме-перезапуске 2021 года «Мортал Комбат».
В сериале «Смертельная битва: Завоевание» Шан Цзун изображён как колдун, стремящийся отомстить Великому Кун Лао, который победил его в Смертельной битве. В большинстве серий, он был прикован к кобальтовым копям Шао Кана из-за своей неудачи в турнире Смертельная Битва, хотя он иногда бежал оттуда используя магию, так как камни кобальта не влияют на него из-за того, что он человек. В шахтах, он держит принцессу Ворпакс в качестве личного раба, и вообще плохо обращается с ней, пока она не получает магическую силу своей матери. В эпизоде «Мастер» рассказывается, что Шан Цзун не всегда был злым. Много веков назад его готовили для Смертельной битвы в качестве защитника Земного царства. Но во время поединка он использовал магию, что было запрещено. Тогда Шан Цзун, чтобы избежать смерти и позора, присоединяется к Шао Кану. В сериале Шан Цзуна сыграл Брюс Лок.
Шан Цзун появляется в интернет-сериале «Наследие», где его снова сыграл Кэри-Хироюки Тагава.

## Подражания
В мультфильме Кунг-фу Панда 3 як по имени Кай Архивная копия от 1 августа 2021 на Wayback Machine, главный антагонист мультфильма, очень напоминает Шан Цзуна. Он также одержим коллекционированием душ (в данном случае силы Ци). Его глаза светятся нефритовым цветом. Тем временем у Шан Цзуна в MK9 есть фаталити «Внутренний взрыв»: Шан Цзун вселяется в противника, чьи глаза светятся зелёным цветом, после чего оппонент отрывает себе голову. И в Кунг-фу Панде 3, и в Mortal Kombat, энергия душ имеет зелёный цвет, в первом случае — нефритовый. Из нефрита в мультфильме сделаны и кулоны, содержащие силу Ци великих мастеров кунг-фу.

## Прочие факты
- Шан Цзун занял 97 место в списке лучших игровых злодеев по версии IGN.[1]
- Прообразом Шан Цзуна послужил персонаж фильма «Выход дракона» Хан, который являлся главным отрицательным персонажем и противником героя Брюса Ли.[источник не указан 5285 дней]
- В МК:SМ Шан Цзун погибает такой же смертью, что и Лю Кан в MK:DA.
- Если в Mortal Kombat Trilogy ударить Шан Цзуна в то время, когда он превращается из другого бойца в самого себя, то он на несколько секунд будет выглядеть, как змея (анималити Шан Цзуна).